# Giffoni Valle Piana

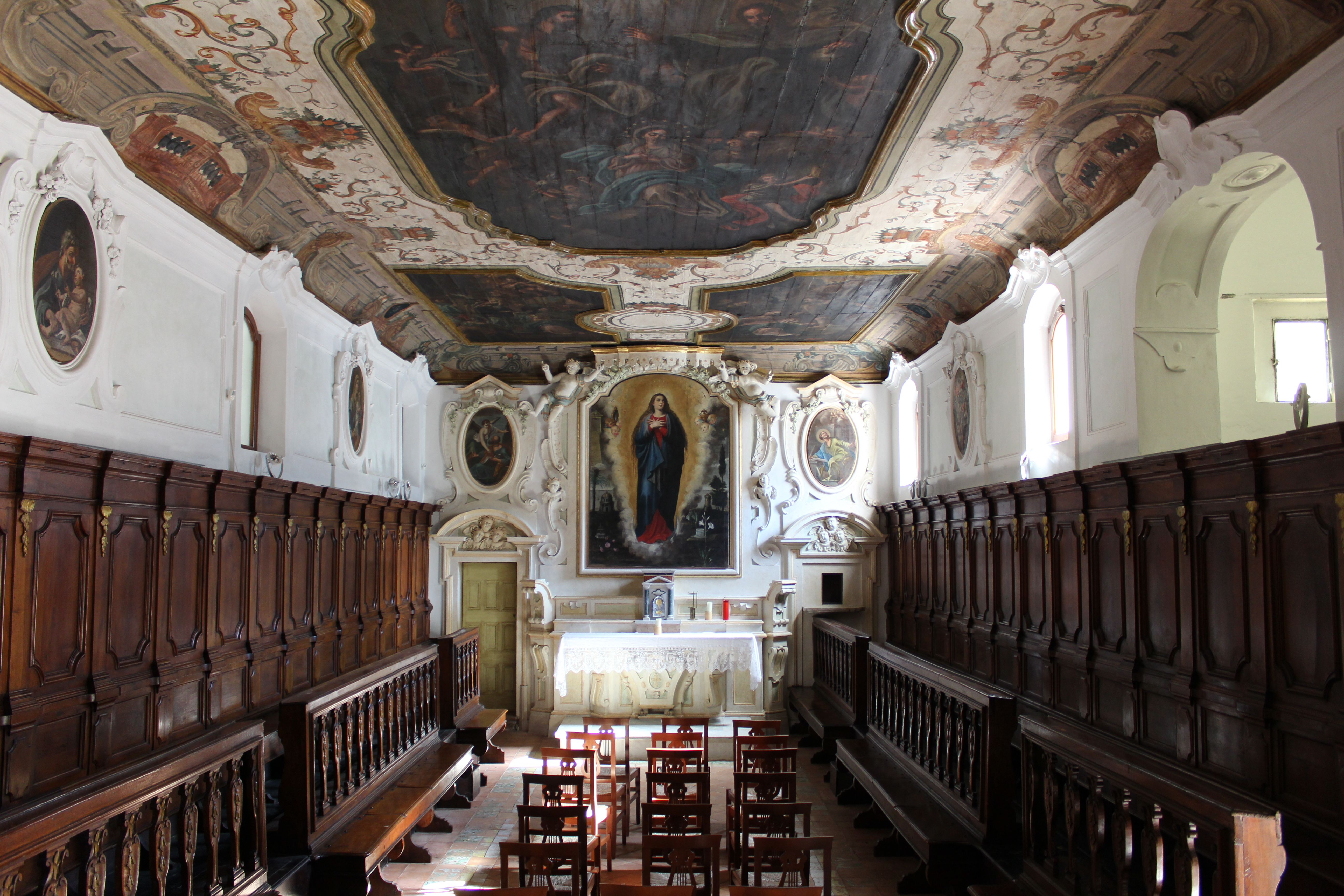
La congrega è dedicata a Maria Immacolata. È datata intorno al 1570 anche se sulla porta d'ingresso si legge la data 1621, in realtà quella data è riferita alla fondazione dell’ordine mariano che si riuniva qui. Il locale all'inizio era un ospedale ed era stato costruito perché accanto alle chiese dedicate alla Madonna si costruiva una struttura adatta a raccogliere i bambini abbandonati chiamata la ruota degli innocenti.

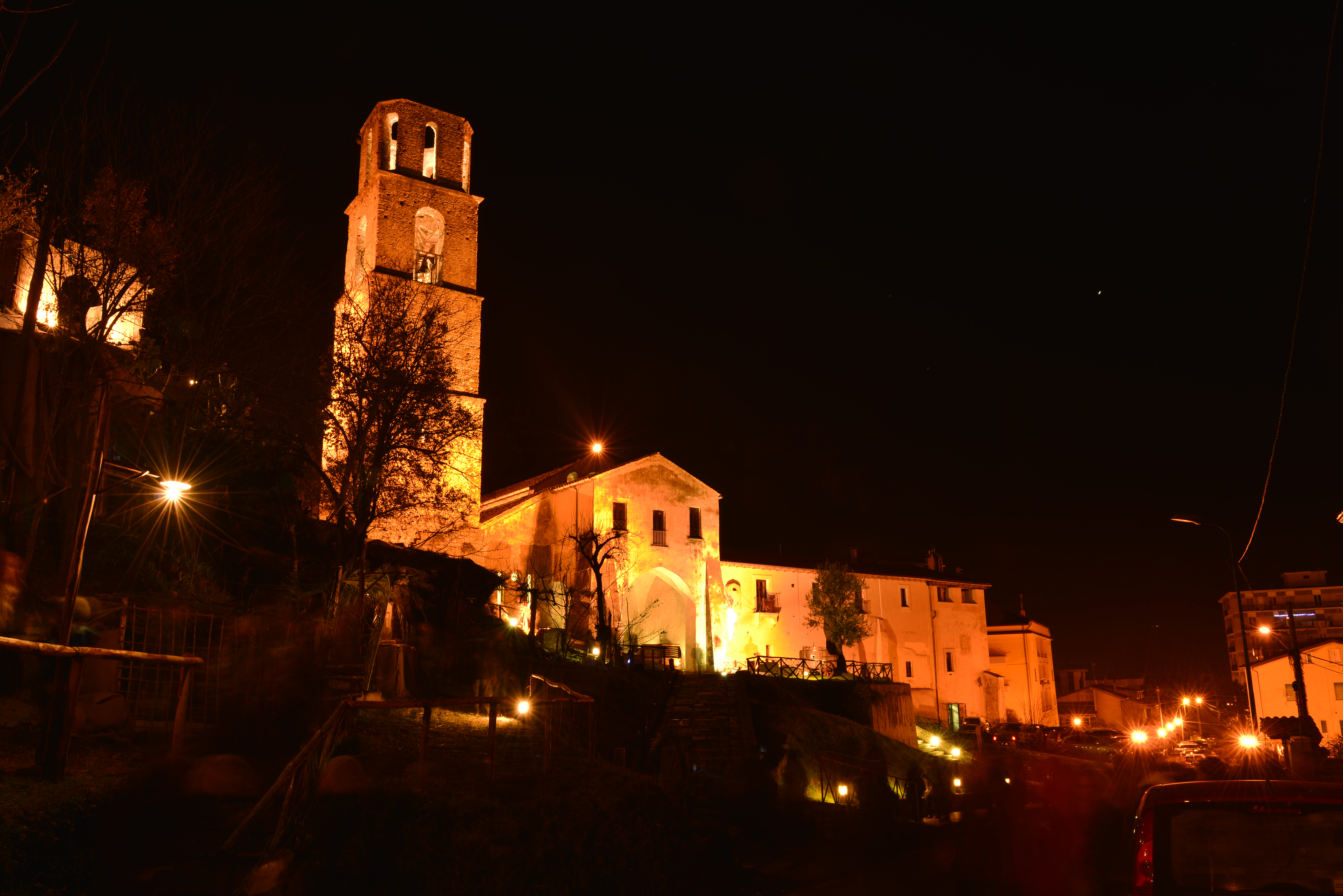
Vista notturna Complesso Monumentale San Francesco

Giffoni Valle Piana (Jifuni in dialetto locale) è un comune italiano sparso di 11 456 abitanti della provincia di Salerno in Campania. La sede municipale è situata nella frazione Vignadonica.
Dal 1971 ospita il Giffoni Film Festival, una rassegna internazionale di cinema per ragazzi.

## Geografia fisica
- Classificazione sismica: zona 2 (sismicità media), Ordinanza PCM. 3274 del 20/03/2003.

Giffoni Valle Piana sorge alle falde del monte Licinici e ospita la sorgente del Picentino e la vetta del Monte Accellica. Fa parte della comunità montana Monti Picentini e sul suo territorio si estende l'omonimo parco.

## Origini del nome
Il nome si presta a varie interpretazioni: secondo alcuni deriverebbe da Junonis Phanum, per la presenza di un tempio dedicato a Giunone sul quale è stata edificata la basilica di Santa Maria a Vico, secondo altri dal verbo greco foneo, nel significato di mandar suoni, secondo altri ancora da genus furis, ossia "terra di gente furfante e ribelle", mentre Valle Piana deriva dalle sue caratteristiche geografiche.

## Storia
La sua storia appare intimamente legata, così come avvenuto per gli altri centri dei Monti Picentini, alle vicende di cui fu protagonista la città di Picentia, fondata da una parte della popolazione picena, costretta all'emigrazione dopo essere stata sconfitta dai Romani intorno al 268 a.C., nella valle del Picentino.
L'ostilità dei Piceni li portò a schierarsi con i Cartaginesi contro i Romani i quali, battuto Annibale, decisero di distruggere nel 201 a.C. Picentia. I Picentini insorsero nuovamente durante la guerra sociale dell'89 a.C., ma furono nuovamente sconfitti e stavolta furono costretti ad abbandonare Picentia, rasa al suolo definitivamente, e vivere in piccoli villaggi sulle zone collinari circostanti, che sarebbero poi diventati gli odierni paesi di San Cipriano Picentino, San Mango Piemonte, Montecorvino Rovella, Montecorvino Pugliano, Faiano e Giffoni Sei Casali, oltre che Giffoni Valle Piana.
In particolare i casali che oggi costituiscono questi ultimi due comuni si riunirono nello Stato di Giffoni, che dalla metà del XVI secolo al 1808 incorporava pure l'Universitas di Gauro, divenuta prima frazione di Giffoni Valle Piana (1808) e poi passata al comune di Montecorvino Rovella (1815). La regione detta Stato di Giffoni fu contea longobarda, e nel 1066 il feudo era in possesso Guaimaro, nipote del principe di Salerno.
In tempi medioevali, la dorsale principale dei Monti Picentini faceva da confine tra i ducati longobardi di Benevento e Salerno. Numerosi sono i ruderi di fortini longobardi sulle cime strategiche per il controllo dei valichi, tra cui il castello di Terravecchia.
Tra gli eventi storici che hanno interessato questo territorio, va ricordata l'elevazione a diocesi dello Stato di Giffoni avvenuta per volere del papa Clemente VII nel concistoro del 6 marzo 1531. Il papa trasformò in cattedrale la chiesa dell'Annunziata e nominò primo vescovo Innico d'Avalos, vescovo di Aquino. A tale decisione si oppose in maniera talmente energica il cardinale Ridolfi, arcivescovo di Salerno, che la Santa Sede dovette revocare la sua decisione.
In epoca angioina appartenne al conte Andria, quindi a Giacomo di Brussone e Giacomo d'Aquino. Poi fu concesso da Ladislao a sua madre Caterina di Durazzo e poi al marchese del Vasto; nel 1508 a Ferdinando d'Avalos d'Aquino, marchese di Pescara. Nel 1602 fu concesso a Matteo di Capua, principe di Conca e in seguito pervenne nel 1700 ai Doria, principi di Melfi. Lo stato di Giffoni si disgregò nel 1808.
Dal 1811 al 1860 ha fatto parte del circondario di San Cipriano, appartenente al distretto di Salerno del Regno delle Due Sicilie. Dal 1860 al 1927, durante il Regno d'Italia, ha fatto parte del mandamento di San Cipriano, appartenente al circondario di Salerno.

### Simboli
Lo stemma di Giffoni Valle Piana è stato riconosciuto con decreto del capo del governo del 20 dicembre 1928.
Il gonfalone municipale, concesso con decreto del presidente della Repubblica del 7 aprile 1959, è costituito da un drappo di azzurro.

## Monumenti e luoghi d'interesse

### Architetture
- La chiesa madre della Santissima Annunziata, ritornata all'antico splendore di un tempo grazie al restauro iniziato da don Vito Ciccarone, continuato poi da don Vito Granozio, è, da vari secoli, il luogo cardine della spiritualità giffonese. Dalle prime notizie riportate si evince che l'antica chiesa dell'Annunziata corrisponde a quella di Santa Maria De Castella, risalente al 970. Fu edificata dal possessore della contea di Giffoni, in seguito, il conte Pietro ereditò una parte spettante dei beni di essa. Nell'anno 1309 era ancora proprietà del feudatario di Giffoni. Alla fine del XV secolo, sotto l'influenza del francescanesimo, la pianta della chiesa, formata da una sola nave, viene trasformata in quella attuale. Infatti, quando Giffoni fu elevata a diocesi nel 1531 essa era già a croce latina con tre navi. E per questo, grazie al desiderio del Marchese del Vasto e della Principessa di Francavilla, fu scelta come cattedrale della diocesi nel Concistoro segreto del 2 settembre 1530. Il primo vescovo di Giffoni, Innico d'Avalos d'Aragona, non prese mai possesso della sua sede; l'ostilità della Chiesa di Salerno e di quella di Acerno verso la nuova diocesi porteranno alla rapida soppressione del vescovado di Giffoni. Il plesso architettonico fu completato con l'ospedale, attiguo alla chiesa, sopra il quale fu istituita la Confraternita dell'Immacolata, risalente al 1621. La chiesa dell'Annunziata presenta al visitatore un rivestimento in stile barocco. L'altare maggiore è rivestito di marmo policromo, in alto vi è una nicchia con un gruppo ligneo della Val Gardena, raffigurante l'Annunciazione. Il cielo della navata presenta una tela di 24 m², che raffigura "L'Angelo che scende dal cielo e la Madonna che lo aspetta con fiducia", opera di un artista locale, Vincenzo Stavoloni. Ai lati della navata centrale vi sono 14 tele, che rappresentano le varie stazioni della via Crucis, risalenti al XVII secolo, di scuola tedesca, appartenute al grande musicista Johann Strauss e donate alla parrocchia da un ingegnere bavarese. Nella stessa navata, vi è un pulpito ligneo del Settecento, lavorato e cesellato. Nella navata sinistra vi è una tavola del XVI secolo, raffigurante la Madonna del Carmine con le anime del Purgatorio e due guerrieri, l'altare sottostante custodisce una teca contenente la Sacra Spina.
- Il trecentesco convento di San Francesco, edificato ai piedi della collina di Terravecchia, in cui sono conservati dipinti che rilevano i caratteri dello stile giottesco. Il complesso conventuale è il fiore all'occhiello del paese, dal punto di vista sia storico sia artistico. Lo stile gotico francescano, con architettura essenziale, caratterizza la struttura del convento che si sviluppa a pianta quadrata su due livelli intorno al chiostro ogivale. Affreschi di notevole interesse adornano le pareti: al secondo piano troviamo i frammenti di una raffigurazione del Cristo deposto dalla Croce, risalente al XV secolo, mentre nelle lunette del portico troviamo raffigurate scene di vita di San Francesco. All'ingresso si trovano delle raffigurazioni che risalgono al XVII secolo poste una di fronte all'altra che rappresentano immagini di Giffoni. In una sala al primo piano vi è un affresco che risale al 1560, raffigurante la resurrezione di Cristo. Oggi il convento restaurato con i finanziamenti europei erogati dalla Regione rivive in tutto il suo splendore e ospita la “Mostra Internazionale d'Arte Presepiale” organizzata dalla Pro Loco, che ha sede proprio negli ambienti del convento. Addossata al lato nord del chiostro, fu edificata la chiesa ad una sola navata con transetto ed abside. Essa era dedicata alla Sacra Spina, custodita e venerata al suo interno per ben quattro secoli, fino all'anno 1806 quando il Convento e la chiesa vennero soppressi dalle leggi e dai decreti napoleonici che ordinavano la soppressione degli ordini monastici. Oggi la preziosa reliquia è conservata presso la chiesa della Santissima Annunziata). Di elevato pregio artistico sono anche gli affreschi della chiesa, che rappresentano la vita di Cristo e soggetti sarcri. Tra tutti primeggia l'affresco trecentesco raffigurante San Francesco in trono. Ciò che richiama l'attenzione del visitatore è il campanile, struttura in piperno di stile romanico a pianta quadrata.
- Il santuario di Santa Maria di Carbonara sorge a circa 3 km dall'abitato di Curti, ed è uno dei 4 conventi serviti della provincia di Salerno. La costruzione dell'eremo è da ipotizzare intorno all'anno mille, supposizione che nasce a seguito di una leggenda giffonese circa un quadro trovato da un carbonaio, in un luogo scosceso del monte Lieggio, che sovrasta la località di Carbonara. Il dipinto fu portato da questi in Curti e il popolo decise di innalzare un tempio in onore alla Madonna raffigurata nel quadro nei pressi del luogo di ritrovamento. Iniziati i lavori di edificazione della chiesa, sempre secondo la leggenda, i muratori, una mattina, andando al lavoro, trovarono le fondamenta miracolosamente trasportate nell'attuale sito.
- Chiesa di Santa Maria a Vico. Il tempio a lungo è stato identificato con quello dedicato a Giunone Argiva poi ritrovato alle foci del Sele, costruito da Giasone mentre attendeva alla conquista del Vello d'oro. Nei primi secoli del Cristianesimo questo tempio venne dedicato alla Vergine Maria (alla denominazione Santa Maria è stato aggiunto "A Vico", poiché il tempio, che nella distruzione di Picenza fu risparmiato, si venne a trovare al centro di uno dei tanti vici o villaggi, ove furono costretti ad abitare i Picentini.)
- Convento dei Padri Cappuccini “Sant'Antonio”, eretto tra il 1584 e il 1588. L'edificio escluso la chiesa è di forma quadrangolare, con la tipica cisterna nel centro del chiostro. Entrando in chiesa si è attratti dall'altare maggiore di marmo elegante su cui spicca un quadro della Santissima Trinità, al quale inizialmente venne dedicata la chiesa. A destra di chi entra sorge l'altare dedicato a San Felice da Cantalice e quello di San Francesco da Paola con la tela ad olio rappresentante il Santo. I cappelloni sono a sinistra dell'ingresso. Il primo è l'altare della Madonna del Carmine con una bellissima statua, un secondo altare è in onore a San Francesco. Degna di nota è la cappella di Sant'Antonio di Padova, decorata ad olio con la statua artistica del grande taumaturgo.
- Piazza Mercato, una delle più belle della provincia: vi si possono ammirare il palazzo baronale e la fontana che è stata realizzata su disegno del Vanvitelli tra il 1871 e il 1873.
- Il Tempio di Ercole è sito nel rione Campo a trecento metri dalla piazza risale al I secolo d.C., e sorge su una necropoli romana: fu scoperto nel 1962 in occasione di uno scavo. All'entrata, con apertura squadrata troviamo una lapide dedicata ad un senatore romano; al centro c'è un frammento di colonna e qualche accenno di mosaico.
- Borgo medievale di Terravecchia, unitamente al castello, rappresenta un complesso di rilevante importanza storico-culturale-architettonica, e può rientrare a pieno titolo, dopo l'attento e accurato recupero, tra i borghi medievali più belli d'Italia.
- Cittadella del Cinema, sede del Giffoni Film Festival.
- La chiesa di San Nicola ad Ornito.

### Aree naturali
- Oasi Monte Accellica
- Parco regionale Monti Picentini
- Fonte d’acqua solfurea ad Ornito
- Comunità montana Monti Picentini

## Società

### Evoluzione demografica
Abitanti censiti

Dal 2001 al 2010 la popolazione di Giffoni Valle Piana è salita del 10%, anche il numero di famiglie, di conseguenza, è aumentato e in questo modo aumentano ancora di più le nascite, rendendo Giffoni un paese molto giovane e moderno. Alla fine del 2010 il numero delle famiglie era 4 527.
Nel 2010 la natalità è stata del 9,3 e la mortalità del 7,3 più un migratorio del +5,2 che ha attestato una crescita del 7,1 (calcolato per mille abitanti), quindi un aumento di quasi 100 persone in un anno.
Nel 2007 la popolazione era divisa in: 16,2% dai 0 ai 14 anni, 68,5% dai 15 ai 64, 15,4% dai 65 in poi. L'età media era di 38 anni.
Anche i cittadini stranieri stanno costantemente aumentando, nel 2005 i cittadini stranieri erano 125, nel 2009 invece erano aumentati a 333, quindi più che raddoppiati.
Inoltre Giffoni Valle Piana ha una delle più alte percentuali di nuclei familiari, e quindi una delle più basse percentuali di divorziati nella provincia di Salerno, infatti su 12 117 persone solo 86 sono divorziate (quindi 43 coppie) mentre più di 6 100 sono sposati.

### Religione
La maggioranza della popolazione è di religione cristiana di rito cattolico; il comune appartiene all'arcidiocesi di Salerno-Campagna-Acerno.
Una delle reliquie più importanti della cristianità, la Sacra Spina, è conservata a Giffoni Valle Piana, dove è oggetto di un'antica devozione. La Spina Santa, è stata staccata dalla corona che cinse il capo di Cristo sulla Croce ed è giunta nel cuore dei Monti Picentini nel medioevo.
Conservata per secoli a Costantinopoli dove l'aveva portata Sant'Elena, la corona venne trasferita a Parigi il 2 agosto 1239 da Luigi IX. Una delle sue spine, alla fine del XIV secolo, venne donata da Carlo IV al cardinale Leonardo Rossi che la portò al suo paese natale: Giffoni. Leonardo De Rossi da Giffoni fu una figura notevole della Chiesa del XIV secolo. Francescano, professore dello studio generale di San Lorenzo Maggiore a Napoli e dell'Università di Cambridge, venne eletto Ministro generale dell'Ordine dei Frati Minori dal capitolo di Tolosa del 1373. Operò durante lo scisma d'occidente e venne nominato cardinale dall'antipapa Clemente VII, titolo di cui fu poi spogliato da Papa Urbano VI che, anni dopo, lo avrebbe confermato nel cardinalato.
La Spina Santa è stata custodita nel convento di San Francesco fino al 1808, anno della sua soppressione, dopo pochi mesi dalla quale venne affidata alla chiesa dell'Annunziata che la custodisce ancora oggi. La Santa Reliquia viene esposta ai fedeli i venerdì di marzo ed il Venerdì santo. Secondo la tradizione, dopo la solenne processione dell'ultimo venerdì di marzo, che mobilita tutti i fedeli e che rappresenta uno dei momenti più importanti nella vita della comunità locale, la Sacra Spina, esposta al bacio dei fedeli, si tinge miracolosamente di rosso sangue.

## Cultura

### Media

#### Televisione
- TeleGì (Non è più attiva dal 1985 al 1998)
- Tele Giffoni Uno
- Produzioni Mam
- Picentini.TV
- Giffoni Live

#### Radio
- Radio Giffoni Network
- Radio Giffoni Soccer (In attività tra 2011-2013)
- Radio Gioventù (In attività negli Anni '70)
- Radio Celentano
- Radio Giffoni Now (Non è più attiva dal 2022)
- Radio Campania Uno

#### Stampa
- Il Grifone del Picentino
- Il Picentino
- Picentini Post

### Teatro
- Compagnia Giffoni Teatro

### Cinema
- Il matrimonio di Caterina, episodio della serie TV Dieci registi italiani, dieci racconti italiani (1983), regia di Luigi Comencini

### Eventi
Il paese è molto noto per il Giffoni Film Festival rassegna più importante al mondo per la cinematografia per ragazzi, fondata nel 1971 dall'allora diciottenne Claudio Gubitosi.
La cittadina ospita anche nel mese di agosto una rassegna teatrale denominata Giffoni Teatro. Di notevole importanza è la "Mostra Internazionale d'Arte Presepiale" che ogni anno nel periodo natalizio ospita presepi provenienti dalla Campania, da altre regioni italiane e dall'estero.

## Economia
L'economia di Giffoni Valle Piana è abbastanza varia; si basa su parecchie aziende che sorgono soprattutto nella frazione di Santa Maria a Vico e in quella di Chieve, poi è sviluppata anche l'agricoltura con la tipica Nocciola di Giffoni. Ha molti impiegati anche l'organizzazione del Giffoni Film Festival, il settore amministrativo e quello commerciale.
La ricchezza di Giffoni Valle Piana è in piena crescita come risulta dai recenti dati del ministero dell'economia, infatti i contributi IRPEF e i dichiarati IRPEF sono in forte rialzo, quindi mentre nel 2006 c'erano 3.995 lavoratori con reddito (34.6% pop.), nel 2010 sono passati a 4.610 (38,4% pop.), il reddito medio dei cittadini è salito da 13.794 € annui (nel 2006) a 17.415 € annui (nel 2010).

### Turismo
La prima fonte di turismo è sicuramente il Giffoni Film Festival che attira ogni anno migliaia di persone da tutto il mondo. Per il resto, venendo da Salerno, la prima frazione che s'incontra è Santa Maria a Vico, distante circa 4 km dal capoluogo, il cui nome deriva dall'antico tempio pagano dedicato a Giunone Argiva, costruito con otto colonne sormontate da capitelli corinzi, trasformato in tempio paleocristiano a croce greca in epoca bizantina; monumento di inestimabile valore storico ed artistico.
Nella zona Piani, alle pendici del monte Acellica, oggi parte del Parco regionale Monti Picentini, vi è la grotta dello Scalandrone, antico rifugio di briganti, luogo paradisiaco per gli amanti di speleologia. Ai piedi del monte Pettine si trovano invece i resti di una miniera di ittiolo.

### Agricoltura
Il prodotto tipico è la Nocciola di Giffoni, che gode del marchio IGP.
Un altro prodotto tipico è l'olio chiamato Colline Salernitane.

## Infrastrutture e trasporti

### Strade
- Strada Provinciale 25/a SP 25(Km 0+900)-Malche-Giffoni Valle Piana.
- Strada Provinciale 25/b Giffoni Valle Piana-Curti-Serino.
- Strada Provinciale 26/a S.Mango Piemonte-S.Cipriano Picentino-fino al bivio di Serroni-Giffoni Valle Piana.
- Strada Provinciale 26/b Giffoni Valle Piana-Montecorvino Rovella.
- Strada Provinciale 196 Mercato-Ornito-Faiano.
- Strada Provinciale 368 Mercato-Terravecchia.
- Strada Provinciale 369 San Giovanni-Sovvieco.
- Strada Provinciale 438 Innesto SP 25(Festival di Giffoni V.P.).

## Amministrazione
| Periodo          | Periodo           | Primo cittadino         | Partito                      | Carica  | Note |
| ---------------- | ----------------- | ----------------------- | ---------------------------- | ------- | ---- |
| 17 marzo 1946    | 21 giugno 1952    | Leonardo De Cataldis    | Tre Spighe (PDL)             | Sindaco |      |
| 21 giugno 1952   | 29 ottobre 1954   | Leonardo De Cataldis    | Tre Spighe (PSDI)            | Sindaco |      |
| 29 ottobre 1954  | 16 giugno 1956    | Salvatore Cerino (f.f.) | Tre Spighe (IND)             | Sindaco |      |
| 16 giugno 1956   | 13 agosto 1957    | Lorenzo D'Alessio       | Gallo (PCI)                  | Sindaco |      |
| 1960             | 1962              | Michele De Cataldis     | Tre Spighe (PSDI)            | Sindaco |      |
| 1962             | 1964              | Leonardo De Cataldis    | Tre Spighe (PSDI)            | Sindaco |      |
| 1964             | 1964              | Giuseppe Cesaro         | Tre Spighe (IND)             | Sindaco |      |
| 1964             | 1970              | Francesco Di Feo        | DC                           | Sindaco |      |
| 1970             | 1972              | Tommaso Garzia          | Bilancia (PLI)               | Sindaco |      |
| 1973             | 1975              | Francesco Di Feo        | DC                           | Sindaco |      |
| 1975             | 20 febbraio 1977  | Carlo Andria            | DC                           | Sindaco |      |
| 20 febbraio 1977 | 1978              | Ugo Carpinelli          | PCI                          | Sindaco |      |
| 1978             | 1979              | Carlo Andria            | DC                           | Sindaco |      |
| 1979             | 20 novembre 1980  | Valentino Fortunato     | DC                           | Sindaco |      |
| 20 novembre 1980 | 1982              | Generoso D'Alessio      | PSI                          | Sindaco |      |
| 1982             | 20 luglio 1983    | Carlo Andria            | DC                           | Sindaco |      |
| 20 luglio 1983   | 10 agosto 1984    | Ugo Carpinelli          | PCI                          | Sindaco |      |
| 12 dicembre 1984 | 27 gennaio 1986   | Francesco Di Feo        | DC                           | Sindaco |      |
| 27 gennaio 1986  | 14 aprile 1988    | Ugo Carpinelli          | PCI                          | Sindaco |      |
| 14 aprile 1988   | 27 giugno 1990    | Sabato D'Alessio        | PSI                          | Sindaco |      |
| 27 giugno 1990   | 27 novembre 1992  | Generoso D'Alessio      | PSI                          | Sindaco |      |
| 27 novembre 1992 | 24 aprile 1995    | Nicola D'Alessio        | DC                           | Sindaco |      |
| 24 aprile 1995   | 14 giugno 1999    | Ugo Carpinelli          | Giffoni Democratica (PDS)    | Sindaco |      |
| 14 giugno 1999   | 8 gennaio 2002    | Ugo Carpinelli          | Giffoni Democratica (DS)     | Sindaco |      |
| 28 maggio 2002   | 30 maggio 2005    | Ugo Carpinelli          | Giffoni Democratica (DS)     | Sindaco |      |
| 30 maggio 2005   | 28 maggio 2006    | Federico Andria (f.f.)  | Giffoni Democratica (IND)    | Sindaco |      |
| 28 maggio 2006   | 15 maggio 2011    | Paolo Russomando        | Giffoni Democratica (DS)     | Sindaco |      |
| 15 maggio 2011   | 24 settembre 2015 | Paolo Russomando        | Democratici per Giffoni (PD) | Sindaco |      |
| 5 giugno 2016    | 5 ottobre 2021    | Antonio Giuliano        | Giffoni Bene Comune (PD)     | Sindaco |      |
| 5 ottobre 2021   | in carica         | Antonio Giuliano        | Giffoni Bene Comune (PD)     | Sindaco |      |

### Altre informazioni amministrative
Il comune fa parte della Comunità montana Monti Picentini.
Le competenze in materia di difesa del suolo sono delegate dalla Campania all'Autorità di bacino regionale Destra Sele.
Per quel che riguarda la gestione dell'irrigazione e del miglioramento fondiario, l'ente competente, solo per ha 7.368, è il Consorzio di bonifica in Destra del fiume Sele.

### Gemellaggi
- Sacile, dal 2011

## Sport

### Calcio
Giffoni possiede una squadra di calcio, la U.S. Giffonese (fondata nel 1964), che attualmente milita nel campionato regionale di Prima categoria 2024/2025 girone G, anche se in passato ha partecipato a 10 campionati di Eccellenza. In Prima Categoria invece troviamo il Santa Maria 2012, squadra della frazione Santa Maria a Vico sorta nel 2012 sulle ceneri del Real Santa Maria, e in Seconda Categoria lo Sporting Giffoni, fondato nel 2017. In passato per anni hanno militato in Prima Categoria la Virtus Giffoni e in Seconda Categoria il F.C. Chieve (fraz. Chieve) e l'Atletico Vignadonica (rione Vignadonica). Le scuole calcio presenti sul territorio comunale sono l'A.S.D. Giffoni Salvatore Anselmo e la Virtus Junior Giffoni. L'impianto cittadino è lo Stadio Comunale "Giuseppe Troisi" (2000 posti), sito in via Cappuccini.

### Ciclismo
Il 10 maggio 2005 la 3ª tappa del Giro d'Italia 2005, partita da Diamante, si è conclusa a Giffoni Valle Piana con la vittoria di Danilo Di Luca. Il giorno seguente la manifestazione ciclistica è ripartita da Giffoni con destinazione Frosinone. In precedenza Giffoni aveva già ospitato la partenza dell'8ª tappa del Giro d'Italia 2004, la Giffoni-Policoro.

### Pallavolo
- Associazione Sportiva Dilettantistica Giffoni Futura Volley (fondata nel 2008)

Attualmente la società ha rimodulato la propria organizzazione avviando il "Progetto Pallavolo a Scuola", ovvero un percorso di avviamento alla pallavolo nell'Istituto Comprensivo Fratelli Linguiti e, dopo due anni di partecipazione con la formazione maschile in Serie D (per la prima volta nella storia cittadina) ha deciso per la stessa di non partecipare per l'anno sportivo 2017/18 a campionati agonistici, mentre la formazione femminile milita in Prima Divisione (rinunciando al diritto a partecipare alla Serie D), l'allenatore della compagine femminile è Gianluca Sorgente. Dal 2012 l'Associazione organizza nella frazione San Giovanni un torneo di livello provinciale di "pallavolo a 4" denominato GREEN VOLLEY. Il Presidente fin dalla sua fondazione è Vincenzo Cavaliero, il vice-Presidente Gianluca Sorgente il direttore sportivo Carmine Marino.
Motoclistica
Il 10 Luglio 2025 la 4ª tappa Milano-Taranto con la seconda parte della tappa che da Piedimonte Matese arriva fino a Paestum

### Corsa
- Memorial Pasquale Giannattasio (dal 2015), gara podistica
- Urban Trail Del Grifone (dal 2018), gara podistica
- Urban Trail Pasquale Russomando (dal 2021), gara podistica